# Белогуша овесарка
Белогушата овесарка (Emberiza rustica) е птица от семейство Чинкови (Fringillidae).

## Разпространение
Видът се размножава в Северна Палеарктика. Той е мигриращ и зимува в Югоизточна Азия, Япония и Източен Китай. По-рядко може да се види и в Западна Европа.
Среща се и в България.